# Ptychobranchus subtentum
Ptychobranchus subtentum é uma espécie de bivalve da família Unionidae.
É endémica dos Estados Unidos.